# Erprobungskommando für Kriegsschiffneubauten
Das Erprobungskommando für Kriegsschiffneubauten (E.K.K.) war eine Dienststelle der Kriegsmarine, die sich anfangs in Kiel befand.
Im Herbst 1928 wurde in der Reichsmarine der Erprobungsausschuss für Schiffe (E.A.S.), auch Erprobungsausschuss für Schiffsneubauten, in Wilhelmshaven eingerichtet und kam am 1. Oktober 1936 nach Kiel. Dieser wurde im Februar 1937 in „Erprobungskommando für Kriegsneubauten“ umbenannt. Im Januar 1940 wurde die Erprobungsgruppe für Unterseeboote aus dem E.K.K. ausgegliedert und in das U-Boot-Abnahmekommando (U.A.K.) überführt. Im Sommer 1940 wechselte das Kommando von Kiel bis Frühjahr 1944 nach Danzig-Neufahrwasser und dann weiter nach Danzig-Schellmüll. Anfang 1945 wurde das Kommando noch nach Kühlungsborn verlegt.
Ab Anfang Oktober 1936 war das ehemalige Minensuchboot M 113 bis Oktober 1940 als Tender beim Kommando eingesetzt. Zusätzlich kam im Oktober 1939 der ehemalige Kleine Kreuzer Amazone als Beischiff hinzu.
Das Erprobungskommando für Kriegsneubauten unterstand, wie auch schon der Erprobungsausschuss für Schiffe, truppendienstlich der jeweiligen Marinestation bzw. später dem Marineoberkommando und fachlich dem OKM.

## Führung (Auswahl)

### Liste der Vorsitzenden/Chefs
- Kapitän zur See Wilhelm Rümann: von Oktober 1928 bis Ende September 1930
- Kapitän zur See Lothar von Arnauld de la Perière (in Personalunion mit Kapitän zur See Hans Fechter): von Oktober 1930 bis Ende September 1931
- Kapitän zur See Hans Fechter (in Personalunion mit Kapitän zur See Arnauld de la Perière): ab Oktober 1930
- Kapitän zur See Heinrich Gebhardt: von Oktober 1931 bis Ende September 1934
- Kapitän zur See/Konteradmiral Herman Densch: von Oktober 1936 bis Oktober 1937
- Vizeadmiral Hans-Herbert Stobwasser: von Oktober 1937 bis Ende Dezember 1939
  - Vizeadmiral Karlgeorg Schuster: vom 3. Juni bis 19. Juni 1938 i. V.
- Vizeadmiral Hermann von Fischel: von Januar 1940 bis Januar 1941
- Admiral Hermann Mootz: von Januar 1941 bis Ende September 1942
- Vizeadmiral Otto Schenk: von Oktober 1942 bis Ende Januar 1945
- Konteradmiral (Ing.) Helmut Grube: von Februar 1945 bis Kriegsende
- Konteradmiral Joachim von Gerlach: im April als Chef vorgesehen, aber durch Kriegsende nicht mehr wirksam

### Chef des Stabes
- Konteradmiral (Ing.) Karl Thäter: von Februar 1937 bis Ende November 1939
- Kapitän zur See (Ing.) Helmut Grube: von Ende November 1939 bis Anfang Januar 1941, später Chef des Kommandos
- Kapitän zur See (Ing.)/Konteradmiral (Ing.) Walter Fröhlich: von Anfang Januar 1941 bis Ende März 1943
- Kapitän zur See (Ing.) Adolf Unkelbach: von Ende März 1943 bis Kriegsende

## Erprobte Boote (Auswahl)
- Kreuzer Prinz Eugen: ab 10. September 1940[5]
- Mehrzweckboot 1943: ab Ende September 1944

## Bekannte Personen (Auswahl)
- Marinebaurat Christoph Aschmoneit: von April 1935 bis September 1938
- Kapitän zur See (Ing.) Dipl.-Ing. Arthur Gerlach: Oktober 1936 bis Oktober 1939
- Oberbaurat Franz Mendelssohn: von September 1937 bis Juli 1940
- Korvettenkapitän Ernst Hashagen: von September 1939 bis Januar 1940